# Patrick Haas (Fußballspieler)
Patrick Haas (* 1. Mai 1993 in Wien) ist ein österreichischer Fußballspieler auf der Position eines Mittelfeldspielers.

## Karriere
Haas begann seine Karriere 1999 beim SV Donau Wien. 2002 spielte er für ein halbes Jahr als Kooperationsspieler für den First Vienna FC 1894. 2004 ging er in die AKA Austria Wien. 2006 wechselte er zu AKA Rapid Wien. 2010 spielte er erstmals für die Regionalligamannschaft. Im Jänner 2012 wurde er an den SV Horn verliehen. Nachdem er mit den Niederösterreichern den Aufstieg feierte, gab er am 4. Spieltag 2012/13 gegen den SC Austria Lustenau sein Profidebüt. Im Jänner 2013 wurde er an den SC Ostbahn XI weiterverliehen, ehe er im Sommer 2013 zum Floridsdorfer AC wechselte. 2014 konnte er mit den Wienern den Aufstieg in den Profifußball feiern.
Zur Saison 2016/17 wechselte er zum Regionalligisten FCM Traiskirchen. In zwei Spielzeiten in Traiskirchen kam er zu 57 Regionalligaeinsätzen, in denen er 17 Tore erzielte. Zur Saison 2018/19 schloss er sich dem viertklassigen SV Stripfing an. Mit Stripfing stieg er zu Saisonende in die Regionalliga auf. Nach 44 Einsätzen für den Verein wechselte er im Jänner 2020 zum Ligakonkurrenten SV Leobendorf.
Zur Saison 2020/21 kehrte er nach Traiskirchen zurück. Seit Sommer 2023 spielt er beim ASK Ebreichsdorf in der fünftklassigen 2. Landesliga Ost.

## Privates
Er ist der Sohn des ehemaligen Fußballspielers und jetzigen -trainers Robert Haas (* 1971).